# Jean Borotra
Jean Robert Borotra (Domaine du Pouy, cerca de Biárritz, 13 de agosto de 1898-Arbonne, 17 de julio de 1994) fue un jugador de tenis francés. Ganó cuatro títulos del Grand Slam en individuales en los torneos de Australia, Francia e Inglaterra. Borotra fue, junto con René Lacoste, Jacques Brugnon y Henri Cochet, uno de los Cuatro mosqueteros, estrellas de tenis francesas que dominaron el juego en la década de 1920 y principios de 1930.
Como miembro del Partido Social Francés, fue nombrado Primer Comisionado de Deportes entre agosto de 1940 y abril de 1942 y fue arrestado por la Gestapo permaneciendo en campos de concentración entre 1942 y 1945.

## Biografía
Nacido en la ciudad de Domaine du Pouy, cerca de Biarritz, Borotra recién se aboca al "deporte blanco" a los 21 años descubriéndolo durante su estadía en el servicio militar, habiendo tenido antecedentes de logros en pelota vasca. En un principio jugaba solo de fondo y no poseía revés, sino que cambiaba la raqueta de manos constantemente, como en la pelota vasca. Luego de contratar un entrenador en Alemania, Borotra comienza a utilizar el golpe de revés y cambia su estrategia, con acercamientos mucho más frecuentes a la red.
Su primer gran éxito lo logra a los 24 años (1922), cuando gana el Campeonato Mundial sobre tierra batida en dobles, junto a Henri Cochet. Ese mismo año hace su debut triunfal en Copa Davis, venciendo en sus tres partidos en la serie ante Dinamarca.
Su talento natural empieza a notarse y tras un 1923 sin pena ni gloria, 1924 se convierte en su gran año. Gana el Campeonato Francés por triplicado derrotando en la final del individuales a René Lacoste en 5 sets en la última edición local del torneo (al año siguiente se abriría a tenistas extranjeros) y también el dobles junto a Lacoste y el dobles mixto junto a Billout. Inmediatamente después se adjudica el Campeonato de Wimbledon, venciendo nuevamente en la final a Lacoste, otra vez en 5 sets. Sin embargo, el cierre de año no es de lo mejor, perdiendo sus dos partidos ante Australia (ante Arthur O'Hara Wood y Gerald Patterson) por Copa Davis, impidiéndole a Francia alcanzar la final del torneo. Es en este año donde recibe el mote de "El vasco saltarín" y debido a su amabilidad y gran sentido del humor sobre la cancha, se convierte en el francés más querido por el público londinense. Su juego sobre la red se tornaba exquisito. También consigue su única medalla olímpica al lograr el bronce en dobles en los Juegos Olímpicos de París en pareja con Lacoste.
En 1925 vuelve a alcanzar las finales individuales del Campeonato Francés (en su primera edición internacional) y Wimbledon, aunque al contrario de lo que sucediera el año anterior, Lacoste venga las derrotas de 1924 venciéndolo en ambas finales. En cambio, juntos consiguen ambos títulos en la modalidad de dobles. Junto a Lacoste consiguen la primera hazaña importante para Francia en Copa Davis al llevar a ese país a su primera final del torneo tras vencer a Australia en la final interzonal, gracias a las resonantes victorias de Borotra sobre James Anderson y Patterson. Así se trasladan a jugar la final ante Estados Unidos, quienes venían de ganar los últimos 5 títulos. Tilden y Johnston todavía se mostraban muy superiores y los derrotan 5-0 aunque Borotra y Lacoste dan una buena señal al llevarlo a Tilden a un quinto set, Lacoste incluso con punto de partido a favor.
En 1926 alcanza las semifinales del Campeonato Francés tras superar 3 partidos en el quinto set y luego pierde en 4 ante Lacoste. Su mejor performance del año se da en Wimbledon, donde aprovecha la deserción de Lacoste y tras una durísima victoria en 5 sets sobre Henri Cochet en semifinales vence fácilmente a Howard Kinsey en la final para alzarse con su segundo título en la Catedral del Tenis. A partir de este año se empieza a notar el gran crecimiento de Cochet quien pasa a formar parte del cuarteto "mosquetero" y la alineación de Francia se torna aún más temible. Francia avanzó fácilmente por segundo año consecutivo a la final de la Copa Davis. Previo al enfrentamiento, los mosqueteros juegan en el US Championships donde Borotra tiene una excelente actuación pero pierde sin atenuantes en la final ante Lacoste, en lo que fue la primera final de la historia sin presencia estadounidense. Con los antecedentes del US Championships y de un encuentro amistoso entre ambos equipos donde Francia se impuso, los mosqueteros sonaban fuerte para despojar finalmente a los Estados Unidos de la ensaladera. Sin embargo, Borotra se muestra en baja forma y pierde en sets corridos ante Tilden y Johnston y los Estados Unidos logran quedarse con el título por séptimo año consecutivo, a pesar de una esperanzadora victoria de Lacoste sobre Tilden, infligiéndole su primera derrota en la historia en esta competición. Otra nota de trascendencia para Borotra en este año fue su primera victoria ante Tilden, la primera de un francés ante el gran estadounidense, conseguida en el campeonato estadounidense sobre pistas cubiertas.

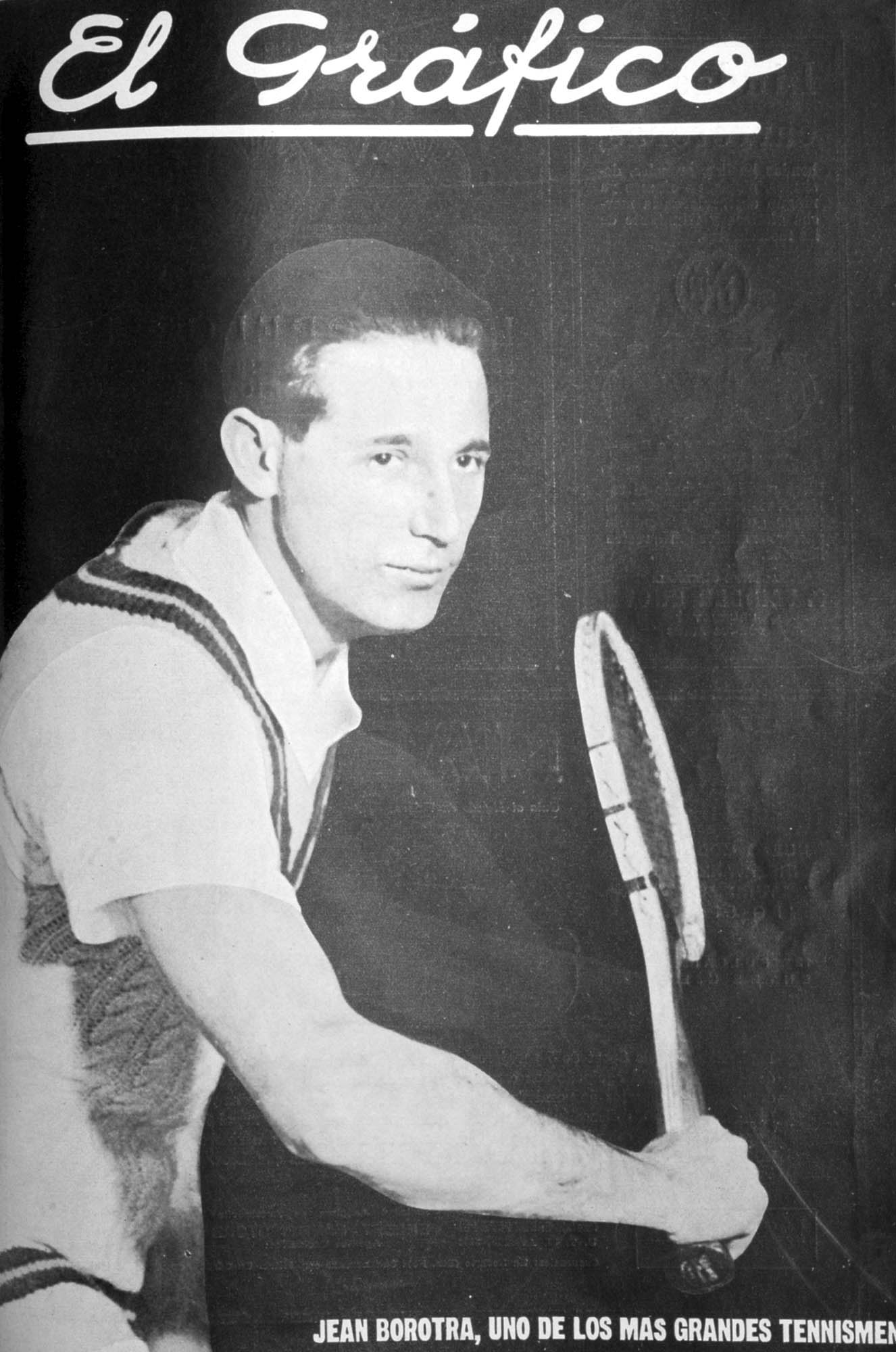
Borotra en la revista El Gráfico, 1927

En 1927 la figura de Cochet se acrecienta y Borotra delega su lugar en el singles francés a favor del "Pollo". El protagonismo del "vasco saltarín" decae un poco adquiriendo más protagonismo Lacoste y Cochet. En Roland Garros es eliminado sorpresivamente en cuarta ronda mientras que en Wimbledon logra una excelente victoria ante Lacoste en semifinales y en la final pierde ante Cochet luego de haber ganado los dos primeros sets. En Copa Davis, finalmente Francia logra vencer a los Estados Unidos con Lacoste (quien gana sus dos partidos) y Cochet en singles, mientras que Borotra forma la dupla de dobles con Jacques Brugnon. De esta forma Francia consigue romper la hegemonía estadounidense en la competición y logran llevar la definición al año siguiente a Francia, para lo que construirán el nuevo estadio Roland Garros provocando un nuevo boom por el tenis entre el público francés.
En 1928 la Federación Francesa es invitada por los australianos a participar en el Campeonato Australiano. Así, Borotra concurre a Oceanía a fines del 1927 como representante del cuarteto mosquetero (junto a Jacques Brugnon y Christian Boussus) campeón de Copa Davis en una gira de 7 meses que incluye dos meses en barco y partidos en Oceanía, África y Sudamérica. En Australia se consagra campeón en singles (primer francés en la historia en lograrlo) derrotando a Jack Crawford en semifinales y a Jack Cummings en la final, ambos en 5 sets. También se alza con el torneo de dobles junto a Brugnon y el dobles mixto junto a Daphne Akhurst. En el Campeonato Francés (en el nuevo estadio Roland Garros y sobre polvo de ladrillo) pierde ante Cochet en semifinales y gana el dobles junto a Brugnon. En cuartos de final de Wimbledon pierde ante Tilden. En la final de Copa Davis, Francia retiene exitosamente el título y Borotra colabora con una victoria en el dobles junto a Cochet frente Tilden y Frank Hunter. 
En 1929 Francia se ve disminuida ante el sorpresivo retiro de Lacoste luego del Campeonato Francés. Borotra logró vencer a Cochet en semifinales de Roland Garros y luego perdió la final ante Lacoste en 5 sets, en el último torneo de este. Juntos conquistaron el trofeo de dobles. En Wimbledon alcanzó nuevamente la final y pierde en sets corridos ante Cochet, aunque mostrándose en gran forma para confiar en él tras el retiro de Lacoste.  En una nueva final de Copa Davis ante Estados Unidos, Borotra vence a George Lott y pierde el dobles y el segundo singles ante Tilden, aunque la gran performance de Cochet asegura para Francia la tercera ensaladera consecutiva generando un entusiasmo sin precedentes entre el público francés.
En 1930, Borotra pierde en semifinales de Roland Garros y Wimbledon, en ambas ocasiones ante Bill Tilden. En Copa Davis vuelve a perder con Tilden su primer partido pero se repite lo del año anterior y la actuación de Cochet es decisiva, cerrando Borotra la serie con una victoria en 5 sets sobre George Lott.
En 1931 ocurre su nuevo resurgimiento al conquistar su segundo Campeonato Francés, quinto Grand Slam de su carrera. Aprovechando la ausencia de Cochet y la conversión al profesionalismo por parte de Tilden, Borotra tuvo oposición por parte del japonés Jiro Satoh en semifinales y en la final se deshizo de Christian Boussus en 4 sets. En Wimbledon es batido por Frank Shields en semifinales. En la final de Copa Davis ante Reino Unido, Borotra se muestra endeble y pierde los singles ante Fred Perry y Bunny Austin, pero Cochet no permite la sorpresa y en gran forma gana sus dos singles y el dobles para dar a Francia su quinta ensaladera consecutiva.
El declive empieza a ser notorio y en 1932 no participa de Roland Garros y es eliminado tempranamente de Wimbledon. Sin embargo, consigue grandes victorias en la final de Copa Davis ante Estados Unidos sobre Ellsworth Vines en primer lugar y sobre Wilmer Allison en el segundo single. Borotra resultó vital para la sexta y última ensaladera consecutiva para los mosqueteros franceses. También se consagra campeón en dobles de Wimbledon junto a Brugnon.
A partir de 1933 Borotra se dedicaría casi exclusivamente al juego de dobles. En esta modalidad jugó la final de Copa Davis ante Reino Unido, ganando el partido junto a Brugnon pero perdiendo la serie y la hegemonía francesa en el torneo de las últimas 6 ediciones. Borotra jugó su último partido de Copa  Davis en 1947, ya con 49 años y se consagró campeón de en el Campeonato inglés sobre canchas cubiertas con 51 años. Se consagró campeón de dobles de Roland Garros en 1934 junto a Brugnon y en 1936 junto a Marcel Bernard y fue finalista en 1939 junto a Brugnon, ya con 40 años.
Como miembro del Partido Social Francés, se convirtió en primer comisionado de Deportes entre agosto de 1940 y abril de 1942 y fue arrestado por la Gestapo permaneciendo en campos de concentración entre 1942 y 1945. Borotra fue llevado como prisionero al Castillo Itter, donde logró liberarse junto a otros prisioneros franceses. El 5 de mayo de 1945 luchó en la defensa del castillo en la Batalla por el Castillo Itter junto a los demás prisioneros y soldados alemanes y estadounidenses. En 1976 fue inducido al Salón internacional de la fama del tenis junto al resto de los mosqueteros franceses. Murió en 1994 en la ciudad de Arbonne.

## Torneos de Grand Slam

### Campeón Individuales (5)
| Año  | Torneo                 | Oponente en la final | Resultado           |
| 1924 | Campeonato Francés     | René Lacoste         | 7-5 6-4 0-6 5-7 6-2 |
| 1924 | Wimbledon              | René Lacoste         | 6-1 3-6 6-1 3-6 6-4 |
| 1926 | Wimbledon              | Howard Kinsey        | 8-6 6-1 6-3         |
| 1928 | Campeonato Australiano | Jack Cummings        | 6-4 6-1 4-6 5-7 6-3 |
| 1931 | Campeonato Francés     | Christian Boussus    | 2-6 6-4 7-5 6-4     |

### Finalista Individuales (6)
| Año  | Torneo                            | Oponente en la final | Resultado           |
| 1925 | Campeonato Francés                | René Lacoste         | 5-7 1-6 4-6         |
| 1925 | Wimbledon                         | René Lacoste         | 3-6 3-6 6-4 6-8     |
| 1926 | US National Singles Championships | René Lacoste         | 4-6 0-6 4-6         |
| 1927 | Wimbledon                         | Henri Cochet         | 6-4 6-4 3-6 4-6 5-7 |
| 1929 | Campeonato Francés                | René Lacoste         | 3-6 6-2 0-6 6-2 6-8 |
| 1929 | Wimbledon                         | Henri Cochet         | 4-6 3-6 4-6         |

### Campeón Dobles (9)
| Año  | Torneo                 | Pareja          | Oponentes en la final          | Resultado            |
| 1925 | Campeonato Francés     | René Lacoste    | Henri Cochet / Jacques Brugnon | 7-5 4-6 6-3 2-6 6-3  |
| 1925 | Wimbledon              | René Lacoste    | John Hennesey / Raymond Casey  | 6-4 11-9 4-6 1-6 6-3 |
| 1928 | Campeonato Australiano | Jacques Brugnon | Gar Moon / Jim Willard         | 6-2 4-6 6-4 6-4      |
| 1928 | Campeonato Francés     | Jacques Brugnon | Henri Cochet / Ren De Buzelet  | 6-4 3-6 6-2 3-6 6-4  |
| 1929 | Campeonato Francés     | René Lacoste    | Henri Cochet / Jacques Brugnon | 6-3 3-6 6-3 3-6 8-6  |
| 1932 | Wimbledon              | Jacques Brugnon | Pat Hughes / Fred Perry        | 6-0 4-6 3-6 7-5 7-5  |
| 1933 | Wimbledon              | Jacques Brugnon | Ryosuki Nunoi / Jiro Satoh     | 4-6 6-3 6-3 7-5      |
| 1934 | Campeonato Francés     | Jacques Brugnon | Jack Crawford / Vivian McGrath | 11-9 6-3 2-6 4-6 9-7 |
| 1936 | Campeonato Francés     | Marcel Bernard  | Pat Hughes / Charles Tuckey    | 6-2 3-6 9-7 6-1      |

### Finalista Dobles (3)
| Año  | Torneo             | Pareja          | Oponentes en la final          | Resultado            |
| 1927 | Campeonato Francés | René Lacoste    | Henri Cochet / Jacques Brugnon | 6-2 2-6 0-6 6-1 4-6  |
| 1934 | Wimbledon          | Jacques Brugnon | George Lott / Lester Stoefen   | 2-6 3-6 4-6          |
| 1939 | Campeonato Francés | Jacques Brugnon | Don McNeill / Charles Harris   | 6-4 4-6 0-6 6-2 8-10 |

### Campeón Dobles Mixtos (5)
| Año  | Torneo                 | Pareja               | Oponentes en la final               | Resultado   |
| 1925 | Wimbledon              | Suzanne Lenglen      | Elizabeth Ryan / Uberto de Morpurgo | 6-3 6-3     |
| 1926 | US Championships       | Elizabeth Ryan       | Hazel Hotchkiss / René Lacoste      | 6-4 7-5     |
| 1927 | Campeonato Francés     | Marguerite Broquedis | Lilí Álvarez / Bill Tilden          | 6-4 2-6 6-2 |
| 1928 | Campeonato Australiano | Daphne Akhurst       | Esna Boyd / Jack Hawkes             |             |
| 1934 | Campeonato Francés     | Colette Rosambert    | Elizabeth Ryan / Adrian Quist       | 6-2 6-4     |